# 김영근 (1978년)
김영근(1978년 10월 12일 ~ )은 대한민국의 전 축구 선수이자 현 지도자이다. 현재 K리그1의 수원 FC의 스카우터이다. 선수 시절 포지션은 수비형 미드필더였다.

## 축구인 생활

### 선수 생활
2001년 드래프트에서 대전 시티즌에 1순위로 지명되어 입단하였고, 수비형 미드필더로서 팀을 떠난 서동원의 공백을 메웠고, 팀의 FA컵 우승에 공헌하였다. 이후 대전에서 주전 수비형 미드필더로 활약하였다.
2006시즌을 앞두고 광주 상무에 입단해 군복무를 해결한 후 대전과 재계약 협상에 난항을 겪으며 2008년 경남 FC로 이적하였다. 하지만 경남에서는 별 활약을 보이지 못한채 단 1경기만을 출전하고 1시즌만에 은퇴하였다.

### 지도자 생활
이후 태국으로 건너가 배성재 감독과 선교사 활동을 함과 동시에 선수생활을 이어갔으며, 강정훈의 축구교실서 유소년지도를 맡았다.
2014년 대전의 스카우터직에 취임하며 대전에 복귀하였다.
2015년 한해동안 잠시 대전의 비주전 선수들 코치를 맡았다.

## 수상 경력

### 클럽

#### 대전 시티즌
- FA컵 우승 1회 (2001년)